# 毛角
毛角（1985年1月13日—），中國男子舉重運動員，湖南出生。

## 生涯
毛角在1996年於湖南湘潭體育學校，教練是周林生。兩年後，他成為湖南體育職業技術學院的學生，王煥兵為他的教練。隨後，他入選湖南舉重隊。2005年，他晉身至國家隊，教練為賀益成。
2000年，15歲的毛角於湖南運動會中奪得舉重項目的一面金牌。3年後的五城會中，代表東道主長沙的毛角在舉重項目的男子62公斤級小項中以2.5公斤之差不敵廣州對手，最終摘下一面銀牌。
2006年，毛角先奪得全國錦標賽的冠軍。同年12月在卡塔爾多哈的亞運中，他於舉重項目的男子62公斤級小項中以總成績315公斤取得一面銀牌。翌年5月於武夷山舉行的全國錦標賽中，他贏得男子62公斤級小項的挺舉項目冠軍。

## 資料來源
1. ↑  城運會男子舉重開賽 廣州南京各取一金[永久]
2. ↑  .   [2011-12-02]. （原始内容存档于2013-04-28）.